# Тужба и контратужба за геноцид између Србије и Хрватске
Примена Конвенције о спречавању и кажњавању злочина геноцида (Хрватска против Србије) саслушан је пред Међународним судом правде.
Хрватска је поднела тужбу против Савезне Републике Југославије 2. јула 1999. године, позивајући се на девети члан Конвенције о спречавању и кажњавању злочина геноцида. Иза хрватске пријаве стоји амерички адвокат Дејвид Ривкин. Трансформацијом Савезне Републике Југославије у Србију и Црну Гору и распадом те државе 2006. Србија се сматра њеним правним наследником.
Република Србија је 4. јануара 2010. поднела тужбу којом се Хрватска терети за геноцид. Тужба покрива нестале, убијене, избегле, прогнане и све војне акције и концентрационе логоре са историјским приказом геноцида над Србима у Другом светском рату коју је починила Независна Држава Хрватска, марионетска држава нацистичке Немачке и усташе током Другог светског рата.
Обе пријаве су тражиле финансијску накнаду штете. Уводна реч почела је у понедељак, 3. марта 2014. и трајала је до 1. априла 2014. године. Међународни суд правде је 3. фебруара 2015. године пресудио да ни Србија ни Хрватска нису принеле довољно доказа да је било која страна починила геноцид, те је одбацио оба случаја.

## Чињенице
Хрватска је чекала до окончања Случаја геноцида у Босни пре него што је наставила са својим случајем. Сакиб Софтић, из поменутог случаја, изјавио је да је Хрватска у много бољој позицији него што је његова земља у сопственој судској тужби.

### Прелиминарни приговори
Савезна Република Југославија је 1. септембра 2002. године уручила је своје прелиминарне примедбе. Суд је 18. новембра 2008. године пресудио против три приговора Србије на овај случај, док је утврдио да један од ових приговора није био чисто прелиминарни. Коначно, суд је одлучио да је надлежан за случај.
Српски званичници су више пута тражили да Хрватска одустане од тужбе. Тадашњи председник Србије Борис Тадић рекао је да „Србија верује да је увек боље да се сви сукоби из ратова током 1990-их решавају вансудским процесима, међутим, за такву приступ Србије, потребни су партнери са друге стране“, а министар спољних послова Вук Јеремић је рекао: „Мислим да би за Хрватску било боље да никада не дође до тог процеса. Наш главни циљ и жеља није да се тужимо, већ да сарађујемо на путу ка ЕУ интеграцијама, да градимо добросуседске односе и решавамо проблеме које смо наследили.“ У новембру 2013. године премијер Србије Ивица Дачић поновио је жељу за обостраним повлачењем тужби између две земље.

### Србија против Хрватске
Након пресуде суда да је она надлежна у случају Хрватске, српски министар спољних послова Вук Јеремић најавио је план за подношење противтужбе против Хрватске. Пријава је поднета 4. јануара 2010. године. Документ је садржао податке о злочинима почињеним над Србима у Госпићу, Сиску, Пакрацу, Карловцу, Осијеку, Паулин Двору и током операција Бљесак, Олуја и Медачки џеп. Тужбом су обухваћене и све жртве које су убијене након рата док су покушавале да се врате у домове које су напустиле као избеглице. Тужба против Хрватске садржала је историјски приказ, са фокусом на прогон Срба из времена Другог светског рата.
Истраживање јавног мњења у Србији које је спроведено од новина Блиц показало је да је противтужбу подржало 69,7 одсто грађана, а против је било 9,1 одсто. Тужби се успротивила мања опозициона Либерално-демократска партија чији је лидер рекао да је "Србији потребна паметна спољна политика, која неће грешком одговорити на грешку коју је у прошлом веку направила Хрватска".
Председник Србије Томислав Николић позвао је на обострано повлачење тужби за геноцид у јануару 2014. године.
Како је коначна пресуда Међународног кривичног суда за бившу Југославију (МКСЈ) у предмету Тужилац против Готовине била поништавање осуђујуће пресуде (де факто ослобађајућа пресуда), поједини немачки медији спекулисали су да то отвара могућност Србији да плати велике репарације Хрватској.

### Преглед догађаја
| Датум              | Догађај |
| ------------------ | --- |
| 2. јула 1999.      | Хрватска тужба против Савезне Републике Југославије                                                                                |
| 1. марта 2001.     | Хрватска предаје меморандум Међународном суду правде                                                                               |
| 1. септембра 2002. | Савезна Република Југославија подноси контра меморандум МСП                                                                        |
| 4. фебруара 2003.  | Савезна Република Југославија је реконституисана као Србија и Црна Гора                                                            |
| 25. априла 2003.   | Хрватска предаје своју писмену изјаву                                                                                              |
| 5. јуна 2006.      | Србија и Црна Гора се раздвајају на две државе, при чему је Србија наследила државу у свим правним својствима                      |
| 26. фебруара 2007. | Пресуда је донесена у Примени Конвенције о спречавању и кажњавању злочина геноцида (Босна и Херцеговина против Србије и Црна Горе) |
| 26–30. маја 2008   | Јавне расправе о претходним приговорима у предмету                                                                                 |
| 18. новембра 2008. | Суд одлучује да је надлежан за случај                                                                                              |
| 4. јануара 2010.   | Србија подноси контра меморандум против Хрватске                                                                                   |
| 20. децембра 2010. | Хрватска подноси одговор на српски контра меморандум                                                                               |
| 4. новембра 2011.  | Србија подноси дуплику |
| 30. августа 2012.  | Крајњи рок за Хрватску да достави свој додатни одговор на српски контра меморандум                                                 |
| 3. марта 2014.     | Почетак расправе у предмету |
| 3. фебруара 2015.  | Пресуда уручена - оба су случаја одбачена                                                                                          |